# Књижевни годишњак
Књижевни годишњак са додатком наслову "за школску..." Гимназије "Вељко Петровић" је годишњак који издају Гимназија "Вељко Петровић" и Градска библиотека "Карло Бијелицки" у Сомбору. Књижевни годишњак је покренут 2017. године чији је главни уредник Марко Милеуснић.

## Историјат
Први број Књижевног годишњака Гимназије "Вељко Петровић", у издању Гимназије „Вељко Петровић” и Градске библиотеке "Карло Бијелицки" је објављен крајем 2017. године за школску 2016/2017. годину.
Ученици Гимназије су показали да је Сомбор град живе књижевне речи а не само књижевног наслеђа покретањем овог Годишњака.
Први број Књижевног годишњака је представљен у оквиру традиционалне манифестације "Вељкови дани", у децембру 2017. године.

### Периодичност  и ток излажења
Књижевни годишњак излази једном годишње.

### Изглед листа
Књижевни годишњак је илустрован и димензија 20 cm. Текст на српском и мађарском језику.

### Место и време издавања
Сомбор, 1 број 2017. године-

### Штампарија и издавач
Издавачи Књижевног годишњака су Гимназија "Вељко Петровић"  и Градска библиотека "Карло Бијелицки".
Штампарија у којој се Књижевни годишњак штампа је "КриМел" у Будисави.

## Рубрике
Радови  објављени у годишњаку су подељени на теамтцке целине:
- Поезија,
- Проза,
- Есеј и
- Некадашњи ученик гимназије.

## Главни  уредник
Главни уредник Књижевног годишњака је Марко Милеуснић.

## Уредништво
Уредништво потписују професори: Марина Антић, Маргит Јанковић, Лана Матијевић, Марко Милеуснић, Милица Миличевић, др Лидија Неранчић Чанда и Карло Фудерер.
Идејно решење за корице часописа припада Милану Брдару, пензионисаном професору физике, а за фотографије је заслужна ученица Нађа Репман.

## Аутори и сарадници
Аутори заступљени у часопису су: Сава Илија Брцански, Даница Газдић, Јована Громовић, Guzsvány Martina, Ненад Ковачевић, Марко Кричка, Марко Куриџа, Милош Михаиловић, Дарко Михаљчић, Тања Недељков, Изабела Огризовић, Дамјана Перенчевић, Михало Простран, Мила Ранитовић, Жана Станојевић, Растко Торлаковић, Hám Hilária и Стојан Бербер.